# Torymus bifasciipennis
Torymus bifasciipennis är en stekelart som först beskrevs av Charles Joseph Gahan 1936.  Torymus bifasciipennis ingår i släktet Torymus och familjen gallglanssteklar. Inga underarter finns listade i Catalogue of Life.